# Kibæk
Kibæk ist eine dänische Kleinstadt mit 2638 Einwohnern (1. Januar 2023) im mittleren Jütland. Der Ort war der Verwaltungssitz der ehemaligen Aaskov Kommune.

## Geografie
Kibæk liegt im mittleren Westen Jütlands in der Herning Kommune und ist Teil der Kirchspielgemeinde Assing Sogn. Der Ort befindet sich (Luftlinie) etwa 13 km südwestlich von Herning, 15 südöstlich von Videbæk und 20 km nordwestlich von Brande.
Das Bebauungsgebiet erstreckt sich auf einer Höhe von etwa 32 bis 53 m.o.h. in leicht hügeligem Terrain, welches von mehreren Bächen durchflossen wird.

## Geschichte
Erstmals erwähnt wurde die Siedlung unter dem Namen Kybek im Jahre 1466.
Durch den Bau eines Bahnhofs circa 2,2 km nördlich des kleinen Kirchdorfs Assing und die Anbindung an den Schienenverkehr im Jahre 1881 begann sich ein Ort zu entwickeln. Die Phase des Wachstums wurde eingeleitet mit der Errichtung eines Versammlungshauses im Jahre 1894. Darauf folgten in der ersten Hälfte des 20. Jahrhunderts unter anderem ein Missionshaus (1908), eine Apotheke (1919), eine Bibliothek (1937) und eine Genossenschaftsmolkerei (1939). Auch mehrere Firmen im Industriesektor, besonders in der Möbelbranche, siedelten sich an. Im Jahre 1930 hatte Kibæk 533 Einwohner.
 

Die Rolle eines regionalen Zentrums machte Kibæk mit einer Kommunalreform, welche 1970 durchgesetzt wurde, zum Verwaltungssitz der damals neugebildeten Aaskov Kommune. Mit einer weiteren Reform, in Kraft getreten am 1. Januar 2007, wurde die Aaskov Kommune in die Herning Kommune eingegliedert und Kibæk verlor den Status als Administrationszentrum.

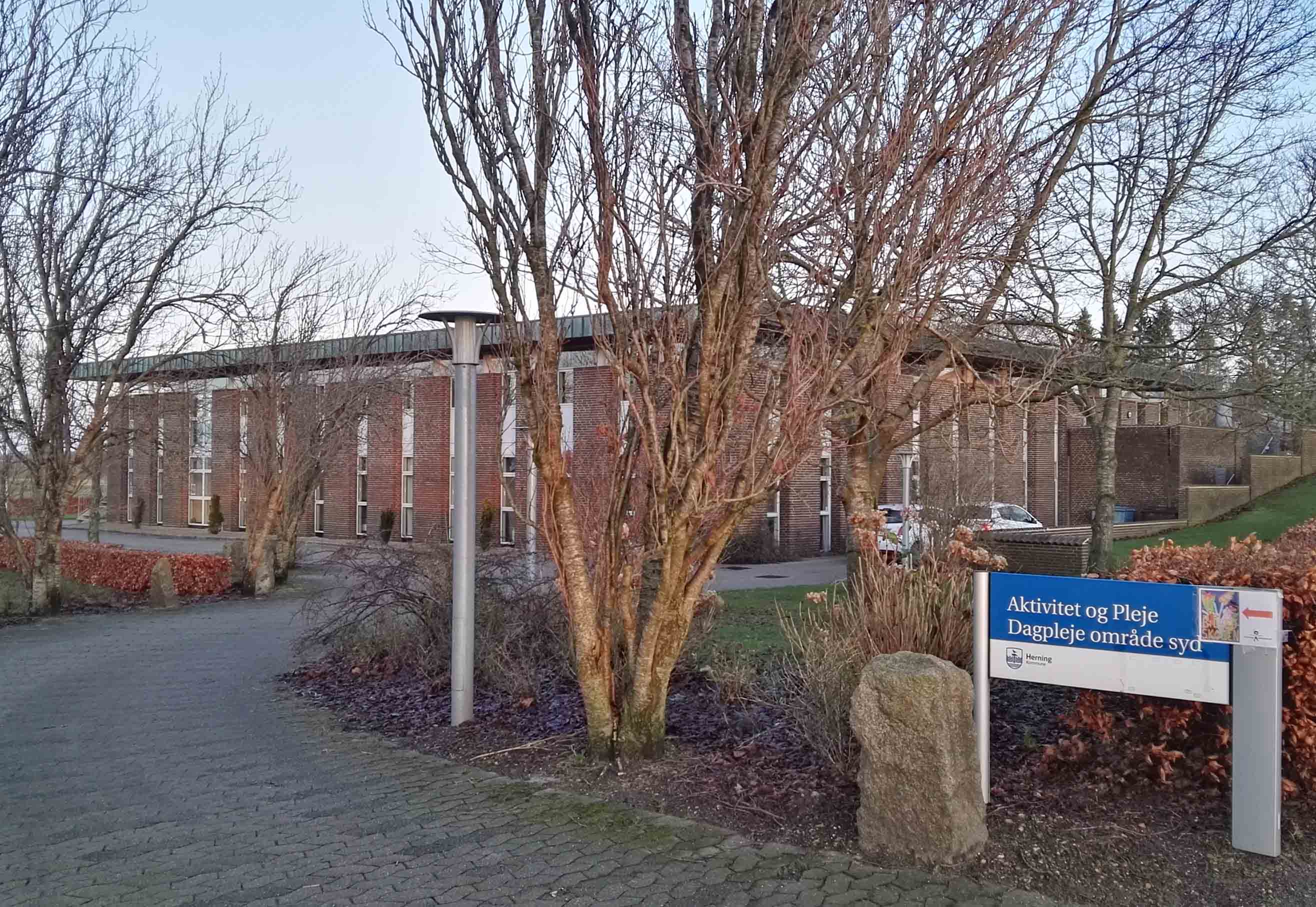
Ehemaliges Rathaus der Aaskov Kommune

## Verkehr
1881 wurde in Kibæk ein Bahnhof an der Bahnstrecke von Herning nach Skjern gebaut. Diese wurde mit dem Eisenbahngesetz vom 18. Juni 1879 beschlossen und im Oktober 1881 in Betrieb genommen; mit der Inbetriebnahme der Strecke öffnete auch der neue Bahnhof. Bis 1974 war jener in Betrieb, als die Haltestelle durch Bedeutungsverlust zu einem Bahnsteig herabgestuft wurde. Das ursprüngliche Bahnhofsgebäude wurde 1977 abgerissen und durch ein einfaches Wartehaus ersetzt. Die Bahnstrecke wird durch die DSB betrieben.
Durch den Ort verläuft die Autobahn Primærrute 12, welche von Esbjerg nach Viborg führt. Über das Linienbusnetz ist Kibæk verbunden mit Herning und Grindsted.